# 海日苏镇
海日苏镇，是中国内蒙古自治区赤峰市翁牛特旗下辖的一个乡镇级行政单位。

## 行政区划
海日苏镇共辖以下地区：
镇中居委会、胡斯台嘎查村、海拉苏嘎查村、呼勒塔拉嘎查村、散达嘎嘎查村、布日敦嘎查村、奈林他拉嘎查村、道老毛都嘎查村、乌兰吉达盖嘎查村、才汉他拉嘎查村、古日班毛都嘎查村、乌日根塔拉嘎查村、台本艾勒嘎查村、哈日毛都嘎查村、扎拉努特嘎查村。